# Cardamine cheotaiyienii
Cardamine cheotaiyienii là một loài thực vật có hoa trong họ Cải. Loài này được Al-Shehbaz & G.Yang mô tả khoa học đầu tiên năm 1998.